# Делакеу (Новоаненский район)
Делакеу (также Делекэу; рум. Delacău) — село в Новоаненском районе Молдавии. Относится к сёлам, не образующим коммуну.

## География
Село расположено на высоте 23 метра над уровнем моря, на реке Днестр.

## Население
По данным переписи населения 2004 года, в селе Делакэу проживает 2240 человек (1106 мужчин, 1134 женщины).
Этнический состав села:
| Национальность | Число жителей | Процентный состав |
| -------------- | ------------- | ----------------- |
| молдаване      | 2161          | 96,47             |
| румыны         | 46            | 2,05              |
| русские        | 18            | 0,8               |
| украинцы       | 6             | 0,27              |
| болгары        | 2             | 0,09              |
| гагаузы        | 1             | 0,04              |
| прочие         | 6             | 0,27              |
| Всего          | 2240          | 100 %             |